# Albin Ekdal
Albin Ekdal (ur. 28 lipca 1989 w Sztokholmie) – szwedzki piłkarz grający na pozycji pomocnika we włoskim klubie Spezia.

## Życiorys

### Kariera klubowa
Jest wychowankiem IF Brommapojkarna. 1 stycznia 2007 został włączony do kadry seniorskiego zespołu tego klubu. W lidze Allsvenskan zagrał po raz pierwszy 6 kwietnia 2007 w wygranym 1:0 meczu z Djurgårdens IF. 1 lipca 2008 odszedł za 600 tysięcy euro do włoskiego Juventusu F.C.. W Serie A zadebiutował 18 października 2008 w przegranym 1:2 spotkaniu z SSC Napoli. Do gry wszedł w 75. minucie, zmieniając Christiana Poulsena. Od 15 lipca 2009 do 30 czerwca 2010 przebywał na wypożyczeniu w AC Siena. 13 sierpnia 2010 Bologna FC nabyła za 2,4 miliona euro 50% praw do jego karty zawodniczej, w związku z czym w sezonie 2010/2011 grał w tym klubie. 1 lipca 2011 Juventus odkupił udział Bolonii, po czym 20 sierpnia 2011 sprzedał Ekdala do Cagliari Calcio. W Cagliari występował w latach 2011–2015, rozgrywając w tym czasie 116 meczów ligowych. 18 lipca 2015 został piłkarzem niemieckiego Hamburgera SV. Kwota transferu wyniosła 4,5 miliona euro. W Bundeslidze zadebiutował 14 sierpnia 2015 w przegranym 0:5 meczu z Bayernem Monachium. Grał w nim do 61. minuty, po czym został zastąpiony przez Ivicę Olicia. W barwach HSV zagrał w sumie w 54 meczach ligowych. 14 sierpnia 2018 odszedł za 2,2 miliona euro do włoskiego UC Sampdoria.

### Kariera reprezentacyjna
Reprezentował Szwecję w kategoriach wiekowych do lat 17, 18, 19 i do lat 21. W tej ostatniej po raz pierwszy wystąpił 19 listopada 2008 w wygranym 3:0 meczu z Holandią. W seniorskiej reprezentacji zadebiutował 10 sierpnia 2011 w wygranym 1:0 towarzyskim spotkaniu z Ukrainą. Do gry wszedł w 60. minucie, zastępując Sebastiana Larssona. W 2016 roku został powołany na Mistrzostwa Europy we Francji, grając na nich we wszystkich meczach fazy grupowej (z Irlandią, Włochami i Belgią). W 2018 roku wraz z reprezentacją wystąpił na Mistrzostwach Świata w Rosji. Zagrał we wszystkich meczach fazy grupowej (z Koreą Południową, Niemcami i Meksykiem), w 1/8 finału ze Szwajcarią oraz w ćwierćfinale z Anglią.